# Kaiser Marshall
Kaiser Marshall, geboren als Joseph Marshall (Savannah, 11 juni 1899 - New York, 3 januari 1948), was een Amerikaanse jazzdrummer.

## Carrière
Marshall groeide op in Boston, waar hij ook zijn eerste optredens had, met onder andere Jules Bledsoe en Charlie Dixon. In New York speelde hij vervolgens in 1923 in de band van Ralph 'Shrimp' Jones, voordat hij van 1922 tot 1929 in het orkest van Fletcher Henderson zijn naam als vooraanstaand drummer vestigde. In 1929 speelde hij bij McKinney's Cotton Pickers.
Ook na zijn afscheid van Henderson bleef Marshall als drummer en orkestleider actief. Tot zijn bands behoorden onder andere de Czars of Harmony en de Kaiser & Reynolds' Bostonians. Hij speelde bij de orkesten van Duke Ellington en Cab Calloway. Tot de muzikanten waarmee hij werkte, behoren LeRoy Smith, Leon Englund, Bobby Martin (Europa Tour 1937), Edgar Hayes, Wild Bill Davison, Art Hodes, Bunk Johnson (1946), Sidney Bechet en Mezz Mezzrow. Hij was een van de eerste drummers, die hihats gebruikte.

## Overlijden
Marshall overleed in 1948 op 48-jarige leeftijd aan de gevolgen van een voedselvergiftiging. 